# 슈퍼 클리어 LCD
슈퍼 클리어 LCD(Super Clear LCD)는 삼성SDI가 개발한 LCD 디스플레이의 한 종류이다.
슈퍼 AMOLED의 공급부족으로 삼성SDI가 이를 대체하여 만든것으로
현재 이 디스플레이를 사용중인 기기는 삼성 웨이브 II, 삼성 갤럭시 플레이어, 삼성 갤럭시 노트 10.1 2014 edition, 삼성 갤럭시 노트 프로 12.2, 삼성 갤럭시 탭 프로 시리즈, 삼성 갤럭시 메가 6.3, 삼성 갤럭시 카메라, 삼성 갤럭시 카메라2, 삼성 갤럭시 NX이다.

## 같이 보기
- S-LCD
- LCD